# Fritz Lenz
Fritz Gottlieb Karl Lenz (ur. 9 marca 1887 w Redle, zm. 6 lipca 1976 w Getyndze) – niemiecki lekarz, genetyk, eugenik, członek partii nazistowskiej, współpracownik Ernsta Rüdina i Viktora Bracka. Popularność zyskał w 1921 roku po publikacji pracy pt. Zasady dziedziczności u ludzi oraz higieny rasowej. Odpowiedzialny za przeprowadzenie Akcji T4.  Brał też udział w ludobójstwie plemienia Herero. Opracowywał przepisy antyżydowskie obowiązujące w III Rzeszy i na terenach przez nią podbijanych.
W latach 1905-1912 studiował medycynę w Berlinie i Fryburgu. W 1912 zdał państwowy egzamin lekarski i doktorski we Fryburgu. W 1913 rozpoczął pracę u  Maxa von Grubera jako asystent, uzyskując w 1919 habilitację habilitowaną w dziedzinie higieny na Uniwersytecie w Monachium, w 1923 w Monachium utworzono pierwszą profesurę w zakresie „higieny rasowej”, a Lenz został mianowany na to stanowisko. Od 1933 do 1945 kierował katedrą „higieny społecznej” na Uniwersytecie Berlińskim i był dyrektorem „Zakładu Higieny Rasowej” w Instytucie Antropologii, Dziedziczności Człowieka i Eugeniki Cesarza Wilhelma. Od 1946 był profesorem nadzwyczajnym, a od 1952 r. profesorem zwyczajnym na Uniwersytecie w Getyndze. W 1955 przeszedł na emeryturę.